# Arayik Mirzoyan
Arayik Mirzoyan (in armeno Արայիկ Միրզոյան?; 29 luglio 1987) è un ex sollevatore armeno che ha gareggiato nella categoria dei pesi medi (fino a 77 kg.).

## Carriera
Nipote del campione olimpico Oksen Mirzoyan che gareggiava per l'ex Unione Sovietica e che era anche il suo allenatore, Arayik Mirzoyan vanta a livello internazionale una medaglia d'argento ai Campionati europei di Kazan 2011 con 347 kg. nel totale, stesso risultato del vincitore, il turco Semih Yağcı, e davanti allo slovacco Richard Tkáč (335 kg.).